# Adiemus
Adiemus est le titre d'une série d'albums du compositeur gallois Karl Jenkins, anciennement claviériste du groupe britannique Soft Machine.
Adiemus est aussi le titre de la piste d'ouverture du premier album, musique rendue célèbre par une publicité de la compagnie aérienne Delta Air Lines.

## Liste des albums
- Adiemus: Songs of Sanctuary (1995)
- Adiemus II: Cantata Mundi (en) (1997)
- Adiemus III: Dances of Time (en) (1998)
- Adiemus IV: The Eternal Knot (en) (2001)
- Adiemus V: Vocalise (en) (2003)

- The Journey: The Best of Adiemus (2000)
- Adiemus Live (2002)
- Adiemus New Best & Live (2002)
- The Essential Adiemus (2003)
- Colores (2013)